# 安藤栄作
安藤 栄作（あんどう えいさく、1961年 - ）は、日本の彫刻家。丸太を手斧で叩いて刻む技法で作品を制作している。サーファー。妻は彫刻家の長谷川浩子。

## 略歴
- 1961年 東京都墨田区に生まれる[1]
- 1986年 東京芸術大学彫刻科卒業[1]
- 1989年 福島県いわき市の山間部に移住[1]
- 1991年 彫刻制作と並行してパフォーマンス開始
- 1997年 エッセイ集「降りてくる空気」を出版
- 2008年 同市の海辺部に自宅兼アトリエを移動
- 2011年 東日本大震災で自宅兼アトリエを津波で流され[1]、5月、奈良県明日香村に避難移住[2]
- 2011年 絵本あくしゅだを落合恵子の勧めでクレヨンハウスより出版
- 2012年 11月、奈良県天理市に自宅兼アトリエを構える[2]
- 2017年 第28回平櫛田中賞受賞[3]
- 2019年 第10回円空賞受賞[4]

## 個展
- 1988年 ギャラリーＫ（東京）
  - ギャラリーパレルゴン（東京）
- 1989年 ギャラリーＫ（東京）
- 1990年 ルナミ画廊（東京）
- 1991年 武蔵野画廊（福島）
  - ギャラリーＫ（東京）
- 1992年 ギャラリー美遊（東京)
  - 武蔵野画廊（福島）
  - いわき市立美術館「NEW ART SCENE IWAKI」（福島）
  - プラザギャラリーⅢ（東京）
- 1993年 ギャラリーＫ「10画廊からの発言」（東京）
  - ギャラリー美遊（東京）
- 1994年 武蔵野画廊（福島）
- 1995年 ＧＡＬＬＥＲＹ ＴＡＧＡ（東京）
- 1996年 ギャラリー美遊「パフォーマンス／臼井弘行・加藤文子と共演」（東京）
- 1997年 ＧＡＬＬＥＲＹ ＴＡＧＡ（東京）
  - ギャラリースピーリア「降りてくる空気出版記念展」（福島県）
  - ギャラリー界隈「いわき地域学会美術賞記念展（福島県）
- 1998年 ギャラリー萌（東京）
  - ＧＡＬＬＥＲＹ ＴＡＧＡ（東京）
  - ギャラリーいわき泉ヶ丘（福島）
- 1999年 ＧＡＬＬＥＲＹ ＴＡＧＡ（東京）
- 2000年 ギャラリー52（東京）
  - ギャラリーいわき泉ヶ丘（福島）
- 2001年 ＧＡＬＬＥＲＹ ＴＡＧＡ（東京）
  - わき市立美術館「アボリジニに捧ぐ‐森の人からのメッセージ」〈パフォーマンス／臼井弘行と共演〉（福島）
- 2002年 ギャラリーいわき泉ヶ丘（福島）
  - 北海道教育大学岩見沢校 美術研究室ギャラリー（北海道）
- 2003年 いわき市市民美術展-絵画・彫塑部門・市長賞受賞 彫刻「風のはしご」
  - 「安藤栄作・長谷川浩子展」創芸工房（いわき市）
  - リアス・アーク美術館「Ｎ.Ｅ.ｂｌｏｏｄ21 Ｖｏｌ.6」
- 2004年 ギャラリーいわき（福島）
- 2004年 安藤栄作・長谷川浩子 二人展 アートスペースエリコーナ（いわき）
- 2008年 Harvest 安藤栄作・長谷川浩子二人展 アートスペースエリコーナ（いわき）
- 2009年  「天の果実・新たな共生の芸術を求めて・安藤栄作展（小泉晋弥企画）」ギャルリー志門（東京）
- 「Being・安藤栄作展」アートワークスギャラリー（茨城）
- 「安藤栄作・野生の記憶」京都造形芸術大学芸術館（京都）
- 2010年   a piece of space APS（東京）
- 2011年「Age of Soul・安藤栄作展」ギャルリー志門（東京）
- 「天と地の和解・安藤栄作展」橘画廊（大阪）
- 2012年「ドローイング＆彫刻・安藤栄作展」ギャルリー志門（東京）
- 「ドローイング展・安藤栄作」沖縄芸術大学（沖縄）
- 「鳳凰・安藤栄作展」ギャラリーあしやシューレ（兵庫）
- 2013年「光のさなぎ・安藤栄作展」APS＆ギャラリーカメリア（東京）
- 「光のさなぎたち・安藤栄作展」原爆の図 丸木美術館（埼玉）
- 「やおよろず会議・安藤栄作展」ギャラリーメゾンダール（大阪）
- 2014年「AFFECTION・安藤栄作彫刻展」ギャルリー志門（東京）
- 「ほにゃらか彫刻展」GALLERY TAGA 2（東京）
- 「シャンバラ・安藤栄作個展」ギャラリーあしやシューレ（兵庫）
- 2015年「安藤栄作展・七福島神」ギャラリー勇斎（奈良）
- 「安藤栄作展」ギャラリーアーティスロング（京都）
- 「安藤栄作展」堤側庵ギャラリー（三重）
- 2016年「安藤栄作展」ギャルリ―志門（東京）
- 「安藤 榮作 ・ 彫刻おもちゃ」GALLERY TAGA 2（東京）
- 「TO SOUL FROM SOUL・安藤栄作展」MU東心斎橋画廊（大阪）
- 「約束の船・2016　安藤栄作展」Gallery OUT of PLACE（奈良）
- 2017年「安藤栄作展」ギャルリ―志門（東京）
- 「第28回平櫛田中賞受賞記念・安藤榮作展《SOUL LIFE SPIRIT》」井原市立田中美術館（岡山）
- 「平櫛田中賞受賞記念・安藤榮作 展」日本橋高島屋（東京）
- 「安藤榮作展　RAY 光の河・光の滝」センサート ギャラリー（三重）
- 2018年「空気の狭間」GALLERY TAGA 2（東京）
- 2019年「安藤榮作展」ギャルリー志門（東京）
- 「Eisaku ANDO」Galerie Grand E’terna（パリ）

## グループ展
- 1987年 中村画廊（東京）
- 1988年 アートセッション（長野）
- 1989年 オブジェＴＯＫＹＯ展（東京）佳作
  - シエラトンＳＣＵＬＰＴＵＲＥ ＥＸＨＩＢＩＴ ８９（千葉）
  - 希望の森の秋 89（福島）
- 1990年 アートランドスケイプｉｎいわき90（福島）
  - オブジェＴＯＫＹＯ展（東京）入選
  - 現代日本木刻フェスティバル（岐阜）入選
- 1991年 いわきアートセレブレイション91
  - 「パフォーマンス／角皆朋英・大串孝二と共演」（いわき市立美術館）
- 1992年4人によるリプレイ展（武蔵野画廊・福島）
- 1993年環境アート展「居上紗笈と共演」（北とぴあ・東京）
- 1994  日仏ミクストメディア・アートコミュニケーション　シアターX（東京）
- 1995  日韓現代美術展 to A from A　神奈川県民ホールギャラリー / 韓国釜山（神奈川／韓国）
- 1996  福島の新世代 ’96　福島県立美術館（福島）
- 1997  第5回国際コンテンポラリーアートフェスティバル　東京ビッグサイト（東京）
- 1999  境界を超えて・立体表現の拡がりパートⅠ　いわき市立美術館（福島）
- 2001  うつくしま未来博「森の人プロジェクト」プロデュース・制作（福島）
- ヴァイブレーション・結び合う知覚　宇都宮美術館（栃木）
- 2004   第3回アールエポック展　茨城県天心記念五浦美術館（茨城）
- 2005  アジアの潜在力・海と島が育んだ美術　愛知県立美術館（愛知）
- 2007「盆景・My favorite garden」APS（東京）
- 2008  丸木スマ展・世代を超えて共演　埼玉県立近代美術館（埼玉）
- 福島現代美術ビエンナーレYAMA　福島文化センター（福島）
- 2009  大地の芸術祭・越後妻有アートトリエンナーレ　松代農舞台ギャラリー（新潟）
- 「岡本太郎の博物館・はじめる視点～博物館から覚醒するアーティストたち～」福島県立博物館（福島）
- 2011  「COSMIC SPIRIT　安藤栄作・長谷川浩子」ギャルリー志門（東京）
- 「いま。つくりたいもの。伝えたいこと」いわき市立美術館（福島）
- HANARART・奈良町屋の芸術祭（奈良）
- 2012「みずぎわのぐるり / 安藤栄作・加藤悦郎・原田要」2kw ギャラリー（大阪）
- アート京都２０１２　ホテルモントレ京都・ギャラリーメゾンダールブース（京都）
- アートフェア東京２０１２　東京国際フォーラム（東京）
- 「彫刻コレクション / 安藤栄作 ・ デイビッド ナッシュ ・富永敦也」MU 東心斎橋画廊（大阪）
- 2013「デッサン展」アートスペース エリコーナ（福島）
- 「アートミーティング・田人の森に遊ぶ」（福島）
- 「2013・三義国際木彫芸術祭」（台湾）
- 「光の降りる時代・25 Spirits」MU東心斎橋画廊（大阪）
- 「やおよろずピースウオーク」ご神体制作　和歌山ピースウオーク（和歌山）
- 2014「デッサン展」アートスペース エリコーナ（福島）
- 「第２回　IMAGINE FUKUSHIMA 展」コート・ギャラリー国立（東京）
- 「アリオス現代美術館」いわきアリオス（福島）
- 「にんにこてん」和歌浦アート キューブ（和歌山）
- 「祭、炎上、沈黙、そして. . . POST 3.11」東京都美術館（東京）
- 2015「水と土の芸術祭」（新潟市）
- 「学園前アートウイーク2015」（奈良）
- 2016「光明の種　POST3.11」原爆の図丸木美術館（埼玉）
- 「10wings　内なる翼」almoギャラリー（和歌山）
- 「いま、被災地から・岩手・宮城・福島の美術と震災復興」東京藝術大学大学美術館（東京）
- 「つくることは生きること・震災[明日の神話]展」川崎市岡本太郎美術館（神奈川）
- 2017「かんがたり・神語/　安藤榮作・長谷川浩子・水島太郎」ギャラリーあしやシューレ（兵庫）
- 「安藤榮作・長谷川浩子　二人展」ギャラリー創芸工房（福島）
- 「木々のいのち・生命」もうひとつの美術館（栃木）
- 2019「もやい展」金沢21世紀美術館（石川）
- 「POST3.11沈みゆく記憶の淵で」本郷新記念札幌彫刻美術館（北海道）
- 「AXIS・彫刻5人展」画廊ぶらんしゅ（大阪）
- 「平和と美術と音楽と」旧日本銀行広島支店（広島）
- 「原発とめよう秩父人カレンダー展」古民家ギャラリーかぐや（埼玉）
- 「宇宙展」土曜画廊（山口）
- 「安藤榮作・長谷川浩子　二人展」ギャラリー創芸工房（福島）
- 2020「第10回円空大賞展－希求、未来への創造－」岐阜県美術館（岐阜）